# Klaus-Jürgen Grünke
Klaus-Jürgen Grünke (n. 30 martie 1951, Bad Lauchstädt, Saxonia-Anhalt, Germania) este un ciclist german, medaliat olimpic. A participat la o ediție a Jocurilor Olimpice (1976) în care a câștigat o medalie de aur.

## Participări
Lista de mai jos prezintă principalele competiții la care a participat Klaus-Jürgen Grünke de-a lungul carierei.
- cycling at the 1976 Summer Olympics – men's 1000m time trial[*]